# NGC 4570
NGC 4570 (również PGC 42096 lub UGC 7785) – galaktyka soczewkowata (S0), znajdująca się w gwiazdozbiorze Panny. Odkrył ją William Herschel 13 kwietnia 1784 roku.